# Риччи, Остилио
Ости́лио Ри́ччи (итал. Ostilio Ricci da Fermo, 1540—1603) — итальянский математик, инженер и аббат, ученик Никколо Тартальи. Был учителем Галилео Галилея и другом его отца Винченцо. Профессор Пизанского университета, с 1593 года — профессор Академии искусства рисования во Флоренции (основанной в 1560 году Джорджо Вазари). Придворный математик Великих герцогов Тосканы Франческо I и Фердинандо I.

## Научная деятельность
О деталях биографии Остилио Риччи сведений практически не сохранилось.
Круг интересов Риччи был широк — от гидравлических механизмов до космологии. В Академии он преподавал геометрию многим будущим известным художникам, включая Джорджо Вазари. Риччи считался экспертом в области гражданского строительства и военной архитектуры.
Риччи также преподавал математику в Пизанском университете. Галилей первоначально собирался изучать там медицину, но под влиянием Остилио Риччи увлёкся математикой. Лекции Риччи о достижениях Евклида и Архимеда, его ориентация на прикладные методы математики оказали глубокое воздействие на взгляды и последующие труды Галилея.
Вивиани в своей биографии Галилея пишет:

Так начал названный Риччи давать юному Галилею обычные разъяснения определений, аксиом и постулатов первой книги «Начал», и Галилей нашел эти принципы столь ясными и несомненными, что уверовал в неизбежную прочность и стройность всего здания геометрии.

В частности, Риччи высказал мнение, позднее взятое на вооружение Галилеем, что наилучшим инструментом познания природы является не аристотелевская логика, а математика.

## Основные труды
- Modo praticale per fare un triangolo rettangolo eguale ad un cerchio.
- Del modo di misurare con la vista, Biblioteca Palatina Lorenese.
- Raccolto di varii instrumenti per misurare con la vista.
- Problemi di geometria pratica: l'uso dell'archimetro, Biblioteca Nazionale Centrale di Firenze, II – 57.